# 칠골
칠골(七골)은 조선민주주의인민공화국 평안북도 평양시 만경대구역에 위치한 마을이다. 청림부락에서 일곱 번째로 이루어진 마을로 김일성의 어머니인 강반석이 어린 시절을 보낸 곳으로 알려져있다. 현재는 혁명사적지로 지정되어있다.

## 같이 보기
- 새뮤얼 오스틴 모펫